# 2011–2012-es spanyol labdarúgó-bajnokság (első osztály)
A 2011–12 La Liga (szponzori nevén La Liga BBVA) volt a 81. szezonja az első osztályú spanyol labdarúgó-bajnokságnak. A 2011–12-es bajnokság sorsolását 2012. július 6-án tartották helyi idő szerint 9:00 órától. A szezon eszerint 2011. augusztus 21-én kezdődött volna, és 2012. május 13-án ért véget a nyári Európa-bajnokság miatt. A címvédő az FC Barcelona volt, amely a 21. bajnoki címét gyűjtötte be az előző szezonban.
Összesen 20 csapat indul a bajnokságban: 17 marad a 2010–11-es kiírásból, 3 csapat pedig a másodosztályból jutott fel. A Segunda División bajnoka, a Real Betis és a második helyezett Rayo Vallecano automatikusan jutott fel a La Liga-ba. A Granada úgy jutott fel, hogy a másodosztály rájátszásának döntőjében a hazai 0-0 után az Elche otthonában 1–1-es eredményt ért el, így egy idegenbeli gól miatt jobbnak bizonyult ellenfelénél.
A bajnokság egy, a játékosok által bejelentett sztrájk miatt egy héttel később kezdődött.
A bajnoki címet a Real Madrid szerezte meg, ez volt története harminckettedik elsősége. A klub több rekordot megdöntött, többek között a legtöbb gól (121) és a legtöbb pont (100) is az ő nevéhez fűződik.

## A bajnokság csapatai
| A 2011–2012-es spanyol labdarúgó-bajnokság csapatai |                           |                  |
| A csapat teljes neve (rövid neve)                   | A csapat stadionja        | #                |
| Athletic Club (Athletic)                            | San Mamés                 | 6.               |
| Atlético de Madrid (Atlético)                       | Vicente Calderón Stadion  | 7.               |
| CA Osasuna (Osasuna)                                | Reyno de Navarra          | 9.               |
| FC Barcelona (Barcelona)                            | Camp Nou                  | 1.               |
| Getafe CF (Getafe)                                  | Coliseum Alfonso Pérez    | 16.              |
| Granada CF (Granada)                                | Los Cármenes              | Segunda División |
| Levante UD (Levante)                                | Estadi Ciutat de València | 15.              |
| Málaga CF (Málaga)                                  | Estadio La Rosaleda       | 11.              |
| Racing de Santander (Racing)                        | Estadio El Sardinero      | 12.              |
| Rayo Vallecano (Rayo Vallecano)                     | Estadio Teresa Rivero     | Segunda División |
| RCD Espanyol (Espanyol)                             | Estadi Cornellà-El Prat   | 8.               |
| RCD Mallorca (Mallorca)                             | ONO Estadi                | 17.              |
| Real Betis Balompié (Betis)                         | Benito Villamarín Stadion | Segunda División |
| Real Madrid CF (Real Madrid)                        | Estadio Santiago Bernabéu | 2.               |
| Real Sociedad (Real Sociedad)                       | Estadio Anoeta            | 14.              |
| Real Zaragoza (Zaragoza)                            | La Romareda               | 13.              |
| Sevilla FC (Sevilla)                                | Ramón Sánchez Pizjuán     | 5.               |
| Sporting de Gijón (Sporting Gijón)                  | El Molinón                | 10.              |
| Valencia CF (Valencia)                              | Estadio Mestalla          | 3.               |
| Villarreal CF (Villarreal)                          | Estadio El Madrigal       | 4.               |

## Változások az előző szezonhoz képest

### Kiesett csapatok
- RC Deportivo de La Coruña (Deportivo)
- Hércules CF (Hércules)
- UD Almería (Almería)

### Feljutott csapatok
- Real Betis Balompié (Betis) (Segunda División 2010–11: bajnok)
- Rayo Vallecano (Rayo Vallecano) (Segunda División 2010–11: második)
- Granada CF (Granada) (Segunda División 2010–11-es rájátszásának győztese)

## Változások a csapatok vezetőedzőinél
| Csapat         | Távozó vezetőedző      | Távozás oka        | Távozás ideje        | Utód                           | Kinevezés ideje      | Poz.          |
| -------------- | ---------------------- | ------------------ | -------------------- | ------------------------------ | -------------------- | ------------- |
| Atlético       | Quique Sánchez Flores  | Szerződés lejárta  | 2011. május 22.      | Gregorio Manzano               | 2011. június 8.      | 7. (2010–11)  |
| Real Sociedad  | Martín Lasarte         | Kirúgás            | 2011. május 24.      | Philippe Montanier             | 2011. június 4.      | 15. (2010–11) |
| Sevilla        | Gregorio Manzano       | Szerződés lejárta  | 2011. május 25.      | Marcelino García Toral         | 2011. június 3.      | 5. (2010–11)  |
| Getafe         | Míchel                 | Szerződés lejráta  | 2011. május 30.      | Luis García Plaza              | 2011. június 4.      | 16. (2010–11) |
| Racing         | Marcelino García Toral | Mutual consent     | 2011. június 3.      | Héctor Cúper                   | 2011. június 29.     | 12. (2010–11) |
| Levante        | Luis García Plaza      | Közös megegyezés   | 2011. június 3.      | Juan Ignacio Martínez          | 2011. június 9.      | 14. (2010–11) |
| Athletic       | Joaquín Caparrós       | Szerződés lejárta  | 2011. július 7.      | Marcelo Bielsa                 | 2011. július 7.      | 6. (2010–11)  |
| Mallorca       | Michael Laudrup        | Lemondott          | 2011. szeptember 27. | Miguel Ángel Nadal (megbízott) | 2011. szeptember 28. | 11.           |
| Mallorca       | Miguel Ángel Nadal     | Szerződés lejárta  | 2011. október 3.     | Joaquín Caparrós               | 2011. október 3.     | 11.           |
| Racing         | Héctor Cúper           | Közös megegyezés   | 2011. november 29.   | Juanjo González                | 2011. november 30.   | 20.           |
| Villarreal     | Juan Carlos Garrido    | Kirúgás            | 2011. december 22.   | José Francisco Molina          | 2011. december 22.   | 17.           |
| Atlético       | Gregorio Manzano       | Kirúgás            | 2011. december 22.   | Diego Simeone                  | 2011. december 27.   | 10.           |
| Zaragoza       | Javier Aguirre         | Kirúgás            | 2011. december 30.   | Manolo Jiménez                 | 2011. december 31.   | 20.           |
| Granada        | Fabri González         | Kirúgás            | 2012. január 22.     | Abel Resino                    | 2012. január 23.     | 18.           |
| Sporting Gijón | Manolo Preciado        | Kirúgás            | 2012. január 31.     | Iñaki Tejada (megbízott)       | 2012 január 31       | 19.           |
| Sevilla        | Marcelino García Toral | Kirúgás            | 2012. február 6.     | Míchel                         | 2012. február 7.     | 11.           |
| Sporting Gijón | Iñaki Tejada           | Szerződés lejárata | 2012. február 13.    | Javier Clemente                | 2012. február 13.    | 19.           |
| Racing         | Juanjo González        | Kirúgás            | 2012. március 7.     | Álvaro Cervera                 | 2012. március 9.     | 18.           |
| Villarreal     | José Francisco Molina  | Kirúgás            | 2012. március 18.    | Miguel Ángel Lotina            | 2012. március 19.    | 17.           |

## A bajnokság állása
| #  | Csapat             | M  | Gy | D  | V  | Lg  | Kg | Gk  | P   | Megjegyzés                    |
| -- | ------------------ | -- | -- | -- | -- | --- | -- | --- | --- | ----------------------------- |
| 1  | Real Madrid (B)    | 38 | 32 | 4  | 2  | 121 | 32 | +89 | 100 | Bajnokok Ligája, csoportkör   |
| 2  | Barcelona          | 38 | 28 | 7  | 3  | 114 | 29 | +85 | 91  | Bajnokok Ligája, csoportkör   |
| 3  | Valencia           | 38 | 17 | 10 | 11 | 59  | 44 | +15 | 61  | Bajnokok Ligája, csoportkör   |
| 4  | Málaga             | 38 | 17 | 7  | 14 | 54  | 53 | +1  | 58  | Bajnokok Ligája, playoff      |
| 5  | Atlético de Madrid | 38 | 15 | 11 | 12 | 53  | 46 | +7  | 56  | 1Európa-liga, csoportkör      |
| 6  | Levante            | 38 | 16 | 7  | 15 | 54  | 50 | +4  | 55  | 2Európa-liga, playoff         |
| 7  | Osasuna            | 38 | 13 | 15 | 10 | 44  | 61 | −17 | 54  |                               |
| 8  | Mallorca           | 38 | 14 | 10 | 14 | 42  | 46 | −4  | 52  |                               |
| 9  | Sevilla            | 38 | 13 | 11 | 14 | 48  | 47 | +1  | 50  |                               |
| 10 | Athletic Club      | 38 | 12 | 13 | 13 | 49  | 52 | −3  | 49  | 2Európa-liga, 3. selejtezőkör |
| 11 | Getafe             | 38 | 12 | 11 | 15 | 40  | 51 | −11 | 47  |                               |
| 12 | Real Sociedad      | 38 | 12 | 11 | 15 | 46  | 52 | −6  | 47  |                               |
| 13 | Real Betis         | 38 | 13 | 8  | 17 | 47  | 56 | −9  | 47  |                               |
| 14 | Espanyol           | 38 | 12 | 10 | 16 | 46  | 56 | −10 | 46  |                               |
| 15 | Rayo Vallecano     | 38 | 13 | 4  | 21 | 53  | 73 | −20 | 43  |                               |
| 16 | Real Zaragoza      | 38 | 12 | 7  | 19 | 36  | 61 | −25 | 43  |                               |
| 17 | Granada            | 38 | 12 | 6  | 20 | 35  | 56 | −21 | 42  |                               |
| 18 | Villarreal (K)     | 38 | 9  | 14 | 15 | 39  | 53 | −14 | 41  | Kiesés: Segunda División      |
| 19 | Gijón (K)          | 38 | 10 | 7  | 21 | 42  | 69 | −27 | 37  | Kiesés: Segunda División      |
| 20 | Racing (K)         | 38 | 4  | 15 | 19 | 28  | 63 | −35 | 27  | Kiesés: Segunda División      |

Forrás: ESPN
Rendezési elv: 1.:pontok; 2.:egymás elleni pontok; 3.:egymás elleni gólkülönbség; 4.:egymás elleni lőtt gól; 5.:gólkülönbség; 6.:lőtt gól; 7.:Fair Play-lista.
1Címvédő.
²A Bilbao kupadöntőt játszhatott, és mivel a Barcelona kvalifikálta magát a BL-be, így a Bilbao indulhat az Európa-liga harmadik selejtezőkörében. Így a Levante a playoff-körben indulhat.
# = helyezés; M = játszott meccsek száma; Gy = győzelmek; D = döntetlenek; V = vereségek; Lg = lőtt gólok; Kg = kapott gólok; Gk = gólkülönbség; Pont = pontok; (B) = bajnok; (K) = kiesett; (F) = feljutott.

## Eredmények
| Hazai \ Vendég1 | ATH | ATL | BAR | BET | ESP | GET | GRA | LEV | MÁL | MLL | OSA | RAC | RVA | RMA | RSO | SEV | SGI | VAL | VIL | ZAR |
| Athletic        |     | 3–0 | 2–2 | 2–3 | 3–3 | 0–0 | 0–1 | 3–0 | 3–0 | 1–0 | 3–1 | 1–1 | 1–1 | 0–3 | 2–0 | 1–0 | 1–1 | 0–3 | 1–1 | 2–1 |
| Atlético        | 2–1 |     | 1–2 | 0–2 | 3–1 | 3–0 | 2–0 | 3–2 | 2–1 | 1–1 | 0–0 | 4–0 | 3–1 | 1–4 | 1–1 | 0–0 | 4–0 | 0–0 | 3–0 | 3–1 |
| Barcelona       | 2–0 | 5–0 |     | 4–2 | 4–0 | 4–0 | 5–3 | 5–0 | 4–1 | 5–0 | 8–0 | 3–0 | 4–0 | 1–2 | 2–1 | 0–0 | 3–1 | 5–1 | 5–0 | 4–0 |
| Betis           | 2–1 | 2–2 | 2–2 |     | 1–1 | 1–1 | 1–2 | 0–1 | 0–0 | 1–0 | 1–0 | 1–1 | 0–2 | 2–3 | 2–3 | 1–1 | 2–0 | 2–1 | 3–1 | 4–3 |
| Espanyol        | 2–1 | 4–2 | 1–1 | 1–0 |     | 1–0 | 3–0 | 1–2 | 1–2 | 1–0 | 1–2 | 3–1 | 5–1 | 0–4 | 2–2 | 1–1 | 0–3 | 4–0 | 0–0 | 0–2 |
| Getafe          | 0–0 | 3–2 | 1–0 | 1–0 | 1–1 |     | 1–0 | 1–1 | 1–3 | 1–3 | 2–2 | 1–1 | 0–1 | 0–1 | 1–0 | 5–1 | 2–0 | 3–1 | 0–0 | 0–2 |
| Granada         | 2–2 | 0–0 | 0–1 | 0–1 | 2–1 | 1–0 |     | 2–1 | 2–1 | 2–2 | 1–1 | 0–0 | 1–2 | 1–2 | 4–1 | 0–3 | 2–1 | 0–1 | 1–0 | 1–0 |
| Levante         | 3–0 | 2–0 | 1–2 | 3–1 | 3–1 | 1–2 | 3–1 |     | 3–0 | 0–0 | 0–2 | 1–1 | 3–5 | 1–0 | 3–2 | 1–0 | 4–0 | 0–2 | 1–0 | 0–0 |
| Málaga          | 1–0 | 0–0 | 1–4 | 0–2 | 2–1 | 3–2 | 4–0 | 1–0 |     | 3–1 | 1–1 | 3–0 | 4–2 | 0–4 | 1–1 | 2–1 | 1–0 | 1–0 | 2–1 | 5–1 |
| Mallorca        | 1–1 | 2–1 | 0–2 | 1–0 | 1–0 | 1–2 | 0–0 | 1–0 | 0–1 |     | 1–1 | 2–1 | 1–0 | 1–2 | 2–1 | 0–0 | 1–2 | 1–1 | 4–0 | 1–0 |
| Osasuna         | 2–1 | 0–1 | 3–2 | 2–1 | 2–0 | 0–0 | 2–1 | 2–0 | 1–1 | 2–2 |     | 0–2 | 0–0 | 1–5 | 1–0 | 0–0 | 2–1 | 1–1 | 2–1 | 3–0 |
| Racing          | 0–1 | 0–0 | 0–2 | 1–0 | 0–1 | 1–2 | 0–1 | 0–0 | 1–3 | 0–3 | 2–4 |     | 1–1 | 0–0 | 0–0 | 0–3 | 1–1 | 2–2 | 1–0 | 1–0 |
| Rayo Vallecano  | 2–3 | 0–1 | 0–7 | 3–0 | 0–1 | 2–0 | 1–0 | 1–2 | 2–0 | 0–1 | 6–0 | 4–2 |     | 0–1 | 4–0 | 2–1 | 1–3 | 1–2 | 0–2 | 0–0 |
| Real Madrid     | 4–1 | 4–1 | 1–3 | 4–1 | 5–0 | 4–2 | 5–1 | 4–2 | 1–1 | 4–1 | 7–1 | 4–0 | 6–2 |     | 5–1 | 3–0 | 3–1 | 0–0 | 3–0 | 3–1 |
| Real Sociedad   | 1–2 | 0–4 | 2–2 | 1–1 | 0–0 | 0–0 | 1–0 | 1–3 | 3–2 | 1–0 | 0–0 | 3–0 | 4–0 | 0–1 |     | 2–0 | 5–1 | 1–0 | 1–1 | 3–0 |
| Sevilla         | 1–2 | 1–1 | 0–2 | 1–2 | 0–0 | 3–0 | 1–2 | 2–1 | 2–1 | 3–1 | 2–0 | 2–2 | 5–2 | 2–6 | 1–0 |     | 2–1 | 1–0 | 1–2 | 3–0 |
| Sporting Gijón  | 1–1 | 1–1 | 0–1 | 2–1 | 1–2 | 2–1 | 2–0 | 3–2 | 2–1 | 2–3 | 1–1 | 0–0 | 2–1 | 0–3 | 1–2 | 1–0 |     | 0–1 | 2–3 | 1–2 |
| Valencia        | 1–1 | 1–0 | 2–2 | 4–0 | 2–1 | 3–1 | 1–0 | 1–1 | 2–0 | 2–2 | 4–0 | 4–3 | 4–1 | 2–3 | 0–1 | 1–2 | 4–0 |     | 1–0 | 1–2 |
| Villarreal      | 2–2 | 0–1 | 0–0 | 1–0 | 0–0 | 1–2 | 3–1 | 0–3 | 2–1 | 2–0 | 1–1 | 1–1 | 2–0 | 1–1 | 1–1 | 2–2 | 3–0 | 2–2 |     | 2–2 |
| Zaragoza        | 2–0 | 1–0 | 1–4 | 0–2 | 2–1 | 1–1 | 1–0 | 1–0 | 0–0 | 0–1 | 1–1 | 2–1 | 1–2 | 0–6 | 2–0 | 0–1 | 2–2 | 0–1 | 2–1 |     |

Utolsó felvett mérkőzés dátuma: 2012. április 16. 
Forrás: LFP (spanyolul) 
1A hazai csapatok a bal oldali oszlopban szerepelnek.
Színek: Zöld = hazai győzelem; Sárga = döntetlen; Piros = vendéggyőzelem.
 

## Góllövőlista
| Helyezés | Játékos           | Klub           | Gól |
| -------- | ----------------- | -------------- | --- |
| 1.       | Lionel Messi      | Barcelona      | 50  |
| 2.       | Cristiano Ronaldo | Real Madrid    | 46  |
| 3.       | Radamel Falcao    | Atlético       | 24  |
| 4.       | Gonzalo Higuaín   | Real Madrid    | 22  |
| 5.       | Karim Benzema     | Real Madrid    | 21  |
| 6.       | Fernando Llorente | Athletic       | 17  |
| 6.       | Roberto Soldado   | Valencia       | 17  |
| 8.       | Rubén Castro      | Betis          | 16  |
| 9.       | Michu             | Rayo Vallecano | 15  |
| 9.       | Arouna Koné       | Levante        | 15  |

Forrás: LFP (spanyolul)

Utolsó felvett mérkőzés dátuma: 2012. május 15.

## Zamora-díj
| Játékos           | Kapott gól | Mérkőzés | Átlag | Csapat             |
| ----------------- | ---------- | -------- | ----- | ------------------ |
| Víctor Valdés     | 28         | 35       | 0.8   | Barcelona          |
| Iker Casillas     | 31         | 37       | 0.84  | Real Madrid        |
| Thibaut Courtois  | 41         | 36       | 1.14  | Atlético de Madrid |
| Dudu Aouate       | 46         | 36       | 1.28  | Mallorca           |
| Miguel Ángel Moyà | 48         | 36       | 1.33  | Getafe             |
| Gustavo Munúa     | 50         | 37       | 1.35  | Levante            |
| Claudio Bravo     | 51         | 37       | 1.38  | Real Sociedad      |
| Diego López       | 50         | 36       | 1.39  | Villarreal         |
| Gorka Iraizoz     | 52         | 37       | 1.41  | Athletic Club      |
| Roberto Jiménez   | 61         | 38       | 1.61  | Zaragoza           |

Forrás: Marca.com (spanyolul)

Utolsó felvett mérkőzés dátuma: 2012. május 15.

## Legtöbb gólpassz
| #  | Játékos             | Klub        | Gólpassz |
| -- | ------------------- | ----------- | -------- |
| 1. | Mesut Özil          | Real Madrid | 16       |
| 2. | Lionel Messi        | Barcelona   | 14       |
| 3. | Ángel Di María      | Real Madrid | 13       |
| 4. | Cristiano Ronaldo   | Real Madrid | 12       |
| 4. | Jesús Navas         | Sevilla     | 12       |
| 6. | Daniel Alves        | Barcelona   | 10       |
| 7. | José Javier Barkero | Levantea    | 9        |
| 8. | Gonzalo Castro      | Mallorca    | 7        |
| 8. | Kaká                | Real Madrid | 7        |
| 8. | Sergio García       | Espanyol    | 7        |

Forrás: ligaBBVA (spanyolul)

Utolsó felvett mérkőzés dátuma: 2012. május 15.

## Érdekességek

### Gólok
- A szezon első gólja:  Imanol Agirretxe (Real Sociedad) a Sporting de Gijón ellen 34:05-nél (2011. augusztus 27.)[44]
- A szezon első tizenegyese:  Miguel de las Cuevas (Sporting de Gijón) a Real Sociedad ellen 68:56-nál (2011. augusztus 27.)[44]
- A legkorábban szerzett gól:  Michu (Rayo Vallecano) a Real Madrid ellen 14 mp elteltével (2011. szeptember 24.)[45]
- Legkésőbb szerzett gól:  Apoño (Zaragoza) az Atlético de Madrid ellen a 95. percben (2012. március 25.)[46]
- Legnagyobb gólkülönbség: 8 gól
  - Barcelona 8–0 Osasuna (2011. szeptember 17.)[47]
- Legtöbb szerzett gól egy mérkőzésen: 8 gól
  - Barcelona 8–0 Osasuna (2011. szeptember 17.)[47]
- Legtöbb szerzett gól vesztes csapat részéről: 3 gól
  - Valencia 4–3 Racing Santander (2011. augusztus 27.)[48]
  - Betis 4–3 Zaragoza (2011. szeptember22.)[49]
  - Levante 3–5 Rayo Vallecano (2012. február 19.)[50]
  - Barcelona 5–3 Granada (2012. március 20.)[51]
- Első öngól a szezonban:  Roberto Soldado (Valencia) a Racing Santander ellen, 5:53-nál (2011. augusztus 27.)[48]
- Legtöbb gól egy játékostól egy mérkőzésen: 4 gól
  -  Lionel Messi (Barcelona) a Valencia ellen (2012. február 19.)[52]
  -  Lionel Messi az Espanyol ellen (2012. május 5.)[53]
- Mesterhármasok:
  -  Roberto Soldado (Valencia) a Racing Santander ellen (2011. augusztus 27.)[48]
  -  Cristiano Ronaldo (Real Madrid) a Zaragoza ellen (2011. augusztus 28.)[54]
  -  Lionel Messi (Barcelona) az Osasuna ellen (2011. szeptember 17.)[47]
  -  Radamel Falcao (Atlético de Madrid) a Racing Santander ellen (2011. szeptember 18.)[55]
  -  Cristiano Ronaldo a Rayo Vallecano ellen (2011. szeptember 24.)[56]
  -  Lionel Messi az Atlético de Madrid (2011. szeptember 24.)[57]
  -  Gonzalo Higuaín (Real Madrid) az Espanyol ellen (2011. október 2.)[58]
  -  Gonzalo Higuaín (Real Madrid) a Betis ellen (2011. október 15.)[59]
  -  Cristiano Ronaldo a Málaga ellen (2011. október 22.)[60]
  -  Lionel Messi a Mallorca ellen (2011. október 29.)[61]
  -  Cristiano Ronaldo az Osasuna ellen (2011. november 6.)[62]
  -  Cristiano Ronaldo a Sevilla ellen (2011. december 17.)[63]
  -  Radamel Falcao a Real Sociedad ellen (2012. január 21.)[64]
  -  Lionel Messi a Málaga ellen (2012. január 22.)[65]
  -  Fernando Llorente (Athletic Club) a Rayo Vallecano ellen (2012. január 28.)[66]
  -  Cristiano Ronaldo a Levante ellen (2012. február 12.)[67]
  -  Lionel Messi4 a Valencia ellen (2012. február 19.)[52]
  -  Kalu Uche (Espanyol) a Rayo Vallecano ellen (2012. március 11.)[68]
  -  Roberto Soldado (Valencia) az Athletic Club ellen (2012. március 18.)[69]
  -  Lionel Messi a Granada ellen (2012. március 21.)[51]
  -  Cristiano Ronaldo az Atlético de Madrid ellen (2012. április 11.)[70]
  -  Lionel Messi a Málaga ellen (2012. május 2.)[71]
  -  Lionel Messi4 az Espanyol ellen (2012. május 5.)[53]
- Leggyorsabb mesterhármas:
  -  Cristiano Ronaldo a Levante ellen, 12 perc és 12 másodperc alatt[67]

### Lapok, egyéb
- A szezon első sárga lapja:  Alberto Lora (Sporting de Gijón) a Real Sociedad ellen, 43:49-nél (2011. augusztus 27.)[44]
- A szezon első piros lapja:  Carlos Martínez (Real Sociedad) a Sporting de Gijón ellen, 68:14-nél (2011. augusztus 27.)[44]
- Legkésőbb kapott lap:  Julien Escudé (Sevilla) sárga lapja az Barcelona ellen, 97:08-nál (2011. október 22.)[72]
- Leghosszabb hosszabbítás az első félidő végén: 5:05 (Espanyol–Málaga, 2012. március 25.)[73]
- Leghosszabb hosszabbítás a második félidő végén: 7:55(Barcelona–Sevilla (2011. október 22.)[72]